# 궁이시차오역
궁이시차오역(중국어: 公益西桥站)은 중화인민공화국 베이징시 펑타이구 마자푸 가도 마자푸 서로와 펑주위안 북로의 교차로 북쪽에 위치한 베이징 지하철 4호선의 지하철역이다. 역의 남쪽은 베이징 지하철 다싱선과 직결되어 있다.

## 위치
이 역은 마자푸 서로와 펑주위안 북로의 교차로네 위치하며, 마자푸 서로와 남4환로 교차로인 궁이시교(公益西桥) 북쪽에 있다.

## 구조
이 역은 지하역인 쌍섬식 승강장으로 설계되었다. 출구는 4개가 있다.:A(서북), B(동북), C(동남), D(서남).

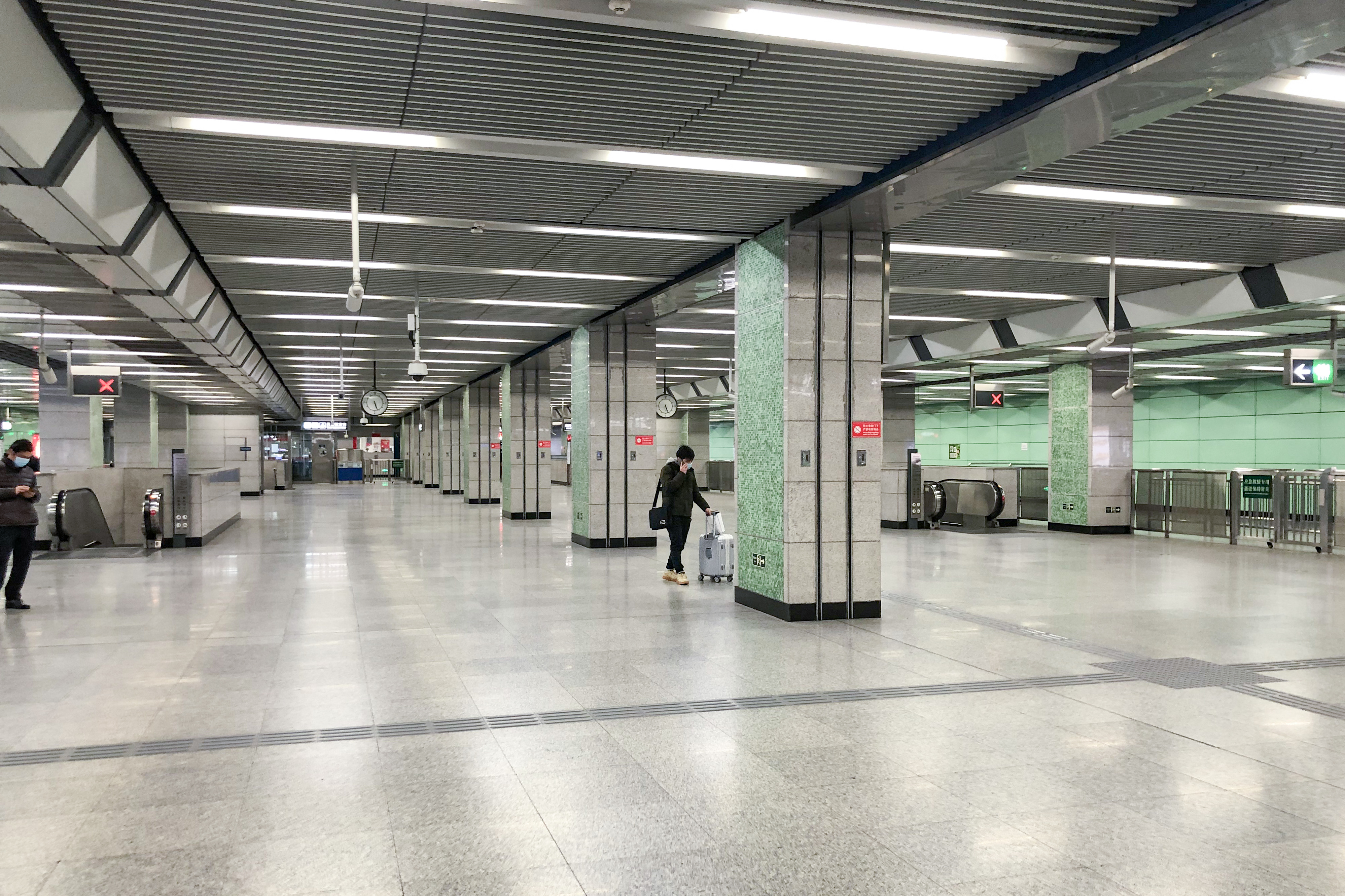
궁이시차오역 대합실 (2021년 2월)

| 지면층          | 가도                                     | A-E출구                               |
| 지하 1층        | 대합실                                   | 보안 검색, 고객 센터, 개집표기        |
| 지하 2층 승강장 | ←                                        | ■ 4호선 안허차오베이 방면 (자오먼 서) |
| 지하 2층 승강장 | 섬식 승강장, 왼쪽 / 오른쪽 출입문이 열림 |                                       |
| 지하 2층 승강장 | ←                                        | ■ 4호선 안허차오베이 방면 (자오먼 서) |
| 지하 2층 승강장 | →                                        | ■ 4호선 톈궁위안(다싱선) 방면 (신궁)  |
| 지하 2층 승강장 | 섬식 승강장, 왼쪽 / 오른쪽 출입문이 열림 |                                       |
| 지하 2층 승강장 | →                                        | ■ 4호선 종점 승강장                   |

## 출입구
|                         | |
| 출구                    | 출구 인근 |
| 出口 · A                | 마자푸 서로(서측), 베이자디 종합시장, 안타이 병원, 펑타이구 지방세무국 사찰국, 펑타이구 철도캠프 세무서, 싱허위안(星河苑), 자오먼로 |
| 出口 · B                | 마자푸 서로(동측), 동아삼환센터(东亚三环中心), 푸줘원(富卓苑), 밍더우 가원(名都家苑), 난화 소구(南华小区), 마자푸 중로, 자오먼 남로 |
| 出口 · C                | 마자푸 서로(동측), 명류미래빌딩(名流未来大厦)                                                                                       |
| 出口 · D                | 마자푸 서로(서측), 롯데마트슈퍼, 데카트론 궁이시차오점                                                                              |
| 出口 · E                | 위안워 전철상가(지하) |
| 아이콘 설명: 엘리베이터 | |